# Рошіїле
Рошіїле (рум. Roșiile) — село у повіті Вилча в Румунії. Адміністративний центр комуни Рошіїле.
Село розташоване на відстані 178 км на захід від Бухареста, 43 км на південний захід від Римніку-Вилчі, 61 км на північ від Крайови.

## Населення
За даними перепису населення 2002 року у селі проживали 337 осіб, усі — румуни. Усі жителі села рідною мовою назвали румунську.

## Видатні уродженці
- Марія Чобану — румунська співачка.